# سلواتیلا
سلواتیلا (به ایتالیایی: Selvatelle) یک منطقهٔ مسکونی در ایتالیا است که در تریچولا واقع شده‌است. سلواتیلا ۱٬۳۰۲ نفر جمعیت دارد و ۵۰ متر بالاتر از سطح دریا واقع شده‌است.